# Kuwait nos Jogos Olímpicos de Verão de 2020
O Kuwait participa nos Jogos Olímpicos de Verão de 2020 em 5 esportes, com 11 competidores no total. Os Jogos estão ocorrendo entre os dias 23 de julho a 8 de agosto de 2021.

## Medalhistas
| Atleta              | Esporte | Prova           | Medalha |
| ------------------- | ------- | --------------- | ------- |
| Abdullah Al-Rashidi | Tiro    | Skeet masculino | Bronze  |

| Medalhas por dia                        | Medalhas por dia | Medalhas por dia | Medalhas por dia  | Medalhas por dia |
| --------------------------------------- | ---------------- | ---------------- | ----------------- | ---------------- |
| Dia                                     | Medalha de ouro  | Medalha de prata | Medalha de bronze | T                |
| 23 de julho                             | -                | -                | -                 | -                |
| 24 de julho                             | -                | -                | -                 | -                |
| 25 de julho                             | -                | -                | -                 | -                |
| 26 de julho                             | -                | -                | 1                 | 1                |
| Total                                   | 0                | 0                | 1                 | 1                |
| Inclui as medalhas cassadas por doping. |                  |                  |                   |                  |

| Medalhas por esporte                    | Medalhas por esporte | Medalhas por esporte | Medalhas por esporte | Medalhas por esporte |
| --------------------------------------- | -------------------- | -------------------- | -------------------- | -------------------- |
| Esporte                                 | Medalha de ouro      | Medalha de prata     | Medalha de bronze    | T                    |
| Tiro                                    | -                    | -                    | 1                    | 1                    |
| Total                                   | 0                    | 0                    | 1                    | 1                    |
| Inclui as medalhas cassadas por doping. |                      |                      |                      |                      |

## Competidores
| Esporte   | Masculino | Feminino | Total |
| --------- | --------- | -------- | ----- |
| Atletismo | 2         | 1        | 3     |
| Caratê    | 1         | 0        | 1     |
| Remo      | 1         | 0        | 1     |
| Tiro      | 4         | 0        | 4     |
| Natação   | 1         | 1        | 2     |
| Total     | 9         | 2        | 11    |